# 老王宫 (斯图加特)
老王宫（Altes Schloss）是位于德国巴登-符腾堡州首府斯图加特市中心的一座宮殿。它可追溯到大约公元950年，当时斯图加特还只是一个養馬场。在14世纪，它成為符腾堡伯爵的行宮。16世纪，克里斯托弗和路德维希公爵下令将其改建为一座文艺复兴宫殿。後在18世紀後期於建築旁建立新王宮才逐漸取代功能。
如今，老王宫是符騰堡州立博物館的所在地。建築中的城堡教堂仍然作為一個禮拜堂使用。

## 外部連結
- http://www.landesmuseum-stuttgart.de （页面存档备份，存于）
- Altes Schloss Stadt-Panorama （页面存档备份，存于） - Interactive 360° Panorama of the Old Castle
- House of History Baden-Württemberg: The Stauffenberg Memorial （页面存档备份，存于） - （德語）